# Cantó de Gennevilliers-Nord
El cantó de Gennevilliers-Nord és un antic cantó francès del departament dels Alts del Sena, que estava situat al districte de Nanterre. Comptava amb part del municipi de Gennevilliers.
Al 2015 va desaparèixer i el seu territori es va unir al nou cantó de Gennevilliers.

## Municipis
- Gennevilliers (part)

## Història
| Data d'elecció                           | Identitat         | Partit | Qualitat |
| ---------------------------------------- | ----------------- | ------ | -------- |
| 1967-1985                                | Lucien Lanternier | PCF    |          |
| 1985-1988                                | Jacques Brunhes   | PCF    |          |
| 1988-                                    | Jacques Bourgoin  | PCF    |          |
| les dades anteriors no són pas conegudes |                   |        |          |
|                                          |                   |        |          |

## Demografia
| A partir de 1990: Població sense dobles comptes |